# Ditsaan-Ramain
Ditsaan-Ramain è una municipalità di quarta classe delle Filippine, situata nella Provincia di Lanao del Sur, nella Regione Autonoma nel Mindanao Musulmano.
Ditsaan-Ramain è formata da 34 baranggay:
- Baclayan Lilod
- Baclayan Raya
- Bagoaingud
- Barimbingan
- Bayabao
- Buadi Alao
- Buadi Babai
- Buadi Oloc
- Buayaan Lilod
- Buayaan Madanding
- Buayaan Raya
- Bubong Dangiprampiai
- Dado
- Dangimprampiai
- Darimbang
- Dilausan
- Ditsaan

- Gadongan
- Linamon
- Lumbatan Ramain
- Maindig Ditsaan
- Mandara
- Maranao Timber (Dalama)
- Pagalongan Buadiadingan
- Pagalongan Ginaopan
- Pagalongan Masioon
- Pagalongan Proper
- Polo
- Ramain Poblacion
- Ramain Proper
- Rantian
- Sultan Pangadapun
- Sundiga Bayabao
- Talub